# Laugh Now, Laugh Later
Laugh Now, Laugh Later é o oitavo álbum de estúdio da banda americana de punk rock, Face to Face, lançado em 17 de maio de 2011 pela Antagonist Records, um selo do vocalista e guitarrista da banda, Trever Keith. Esse álbum marca o fim de um período de nove anos desde o lançamento do último álbum de estúdio da banda, How to Ruin Everything, em 2002.

## Faixas
1. "Should Anything Go Wrong" — 3:05
2. "It's Not All About You" — 3:02
3. "The Invisible Hand" — 3:03
4. "Bombs Away" — 2:59
5. "Blood in the Water" — 3:43
6. "What You Came For" — 3:12
7. "I Don't Mind and You Don't Matter" — 3:42
8. "Stopgap" — 4:33
9. "All For Nothing" — 3:07
10. "Pushover" — 2:27
11. "Under the Wreckage" — 3:03
12. "Staring Back" (Physical Bonus Track)
13. "Persona Non Grata" (Physical Bonus Track)
14. "Get Up" (Bonus Track)

## Créditos
- Trever Keith — Vocal, guitarra
- Chad Yaro — Guitarra, vocal
- Scott Shiflett — Baixo, vocal
- Danny Thompson — Bateria